# Annihilatie

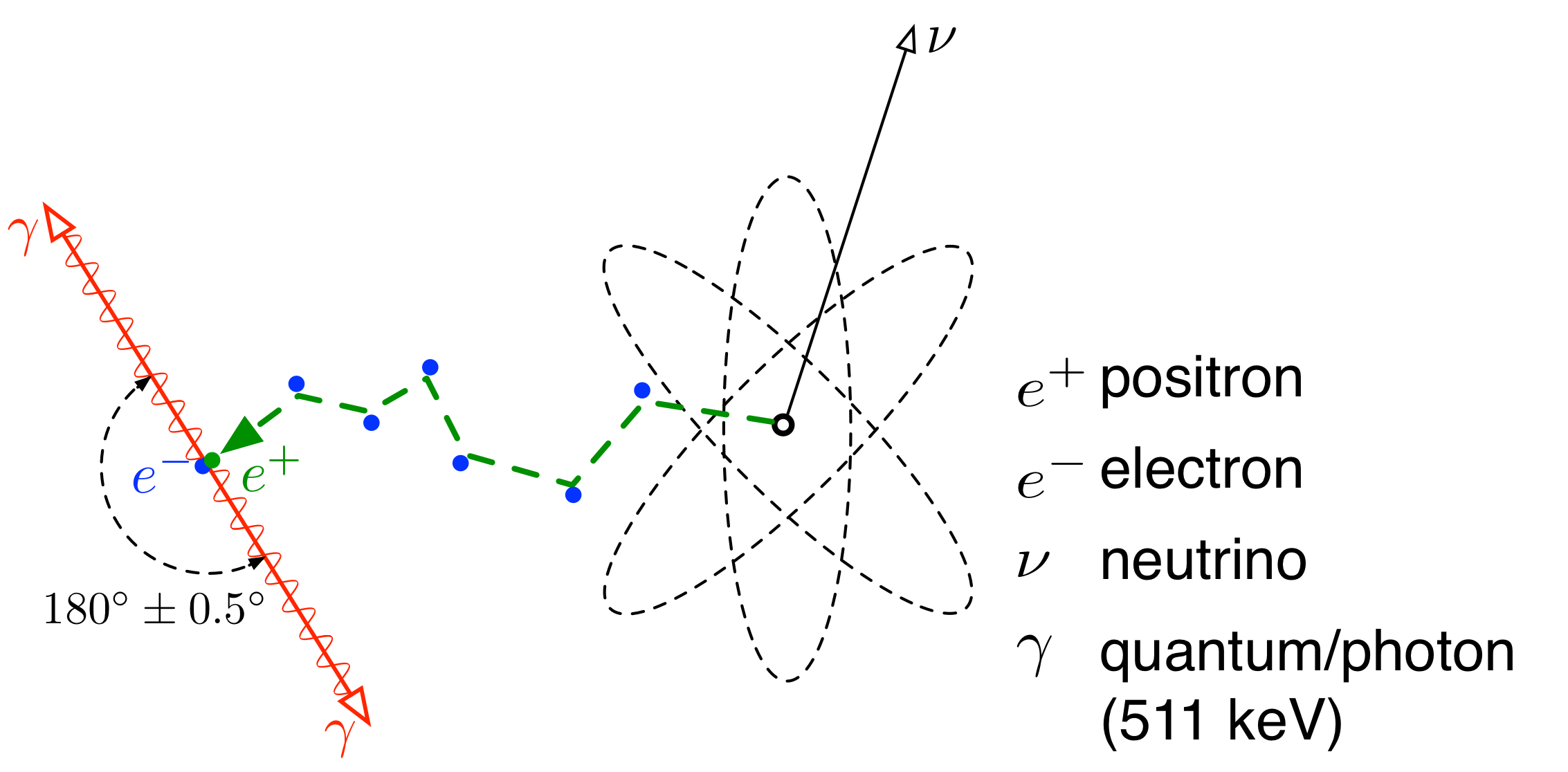
Vrijkomen van een positron en annihilatie van het positron met een elektron, positronannihilatie

Annihilatie is het proces waarbij een deeltje en zijn antideeltje bij elkaar komen en elkaar wederzijds vernietigen. Dit levert zeer veel energie op, want de volledige massa van beide deeltjes wordt in energie omgezet (volgens E = mc²). De wet van behoud van massa geldt hier niet.
In sommige gevallen resteert alleen de inwendige energie van de deeltjes, die manifest was als hun massa (men zegt wel dat "de volledige massa in energie wordt omgezet"). Die energie ontsnapt dan in de vorm van elektromagnetische straling. Zo vervalt een elektron-positronpaar in twee fotonen. Een gram materie met een gram antimaterie levert bij volledige annihilatie 1,81 × 1014 (181.000.000.000.000) joule energie op, 43 kiloton TNT, of de verbrandingsenergie van ongeveer 30.000 vaten ruwe olie.
In andere gevallen levert de annihilatie allerlei deeltjes op, zoals pionen en neutrino's, waarvan een deel zelf na korte tijd weer vervalt. Bij de annihilatie van een proton-antiprotonpaar dat elkaar met lage snelheid raakt, is het resultaat in 20% van de gevallen als volgt:
De annihilatieproducten zijn pionen (π), die op hun beurt na korte tijd uiteenvallen in (anti)muonen (μ), (anti)neutrino's (ν) en fotonen (γ). De muonen vallen daarna ook weer snel uiteen.
Omgekeerd kan, als er voldoende energie op een plaats beschikbaar is, deze gebruikt worden om een deeltje-antideeltjepaar te vormen. Ook ontstaan dit soort paren kortstondig door energiefluctuaties.